# آکباریسوو
آکباریسوو (انگلیسی: Akbarisovo) یک شهرک در شهرستان شارانسکی استان باشقیرستان کشور روسیه است.